# Star Trek VI: The Undiscovered Country
Star Trek VI: The Undiscovered Country (alternativ dansk titel: Star Trek VI: Det uopdagede land) er en amerikansk science fiction-film fra 1991, instrueret af Nicholas Meyer.

## Medvirkende
- William Shatner som James T. Kirk
- Leonard Nimoy som Spock
- DeForest Kelley som Dr. Leonard McCoy
- James Doohan som Montgomery "Scotty" Scott
- George Takei som Hikaru Sulu
- Walter Koenig som Pavel Chekov
- Nichelle Nichols som Nyota Uhura
- Grace Lee Whitney som Commander Janice Rand
- Mark Lenard som Ambassadør Sarek
- Kim Cattrall som Lieutenant Valeris
- David Warner som Chancellor Gorkon
- Rosanna DeSoto som Chancellor Azetbur
- Christopher Plummer som General Chang
- Kurtwood Smith som Føderationens præsident
- Brock Peters som Admiral Cartwright
- John Schuck som Klingon Ambassador
- W. Morgan Sheppard som Commandant
- Iman som Martia
- Michael Dorn som Worf
- Rene Auberjonois som Colonel West (ukrediteret)
- Christian Slater som Kommunikationsofficer på Excelsior (cameo)